# Крем „Пастичера“
Крем „Пастичèра“ (на италиански: Crema pasticcera, на френски: Crème pâtissière), наричан в Италия накратко крем, е вид крем – десерт с лъжица от яйчен жълтък, захар, мляко и брашно, който се използва в много сладкарски изделия.
Вместо брашно могат да се използват други сгъстители като царевично или оризово нишесте. Може да се сервира като десерт с лъжица или да се използва като гарнитура или пълнеж за торти, пандишпан, каноли, бинè и други сладкарски изделия.
Има много вариации: Дипломатически крем, която се получава чрез смесване на бита сметана с яйчен крем, Крем с аромат на цитрусова кора, Ванилов крем, овкусен с ванилия (или алтернативно с ванилин), Английски крем (като крем „Пастичера“, но без брашно или други сгъстители) и Какаов крем.

## Начин на приготвяне
Млякото се загрява, за да може да се направи инфузия на шушулката ванилия. В купа се бланшират жълтъците със захарта. След това се добавя брашното и по избор нишестето и/или солта. След това сместа се разрежда с мляко два пъти при разбъркване до получаване на хомогенна смес. Всичко се загрява до температура от 85°C, като се разбърква с дървена шпатула или бъркалка и непрекъснато се остъргва дъното на съда, за да не залепне кремът.
Особеността е, че при това нежно готвене, достигащо до 85 градуса по Целзий, яйцата се коагулират, като по този начин сместа се сгъстява и образува крем. Тази смес на този етап е пастьоризирана, което позволява по-дълго съхранение от английския крем, за който са нужни пресни яйца. За да се избегне бактериологичното засяване на получения крем, той се излива още горещ в идеално чист съд, който се затваря херметически и след това се слага веднага в хладилник.

### Вариант
Шушулка ванилия се разчупва и се вадят семената. Млякото се загрява и шушулката се запарва със семената на огъня. В купа се бланшират жълтъците със захарта. След това се добавя брашно или царевично нишесте. След това сместа се разрежда с мляко два пъти при разбъркване до получаване на хомогенна смес. Всичко се слага да загрее до кипване, като се бърка непрекъснато с бъркалка и непрекъснато се остъргва дъното на съда, за да не залепне. Сваля се от котлона, като се продължава да се бърка внимателно, след което се намазва тънък слой разтопено масло или се поставя прозрачно фолио върху сместа, за да се предотврати образуването на коричка по повърхността. След като изстине, се слага в хладилник.